# Coupe du monde féminine de football des moins de 20 ans 2016
Navigation
Édition précédente Édition suivante
La Coupe du monde féminine de football des moins de 20 ans 2016 est la huitième édition d'une compétition apparue en 2002 et qui a lieu tous les deux ans. La FIFA annonce d'abord en 2014 que l'Afrique du Sud en serait l'organisateur, puis indique en  mars 2015 avoir désigné la Papouasie-Nouvelle-Guinée pour accueillir le tournoi. La compétition se déroule du 13 novembre au 3 décembre 2016.
La Papouasie-Nouvelle-Guinée, en qualité de pays hôte, est qualifiée d'office, les autres participants sont passés par les tours de qualifications continentaux.

## Préparation de l'événement

### Désignation du pays hôte
Sept mois après avoir été désignée, l'Afrique du Sud annonce qu'elle se retire de l'organisation, alors qu'elle est sur le coup d'une enquête dans l'organisation de certains matchs.

### Ville et stades retenus
Les stades pressentis,  Hubert Murray, Sir John Guise, Lloyd Robson Oval, et Bisini Parade, sont tous situés à Port Moresby. La Suède et la Papouasie-Nouvelle-Guinée se portent candidates, et ce dernier pays est finalement retenu.

## Acteurs de la Coupe du monde

### Équipes qualifiées
| Europe (UEFA) 4 places Championnat d'Europe des moins de 19 ans                            | Amérique du Sud (CONMEBOL) 2 places Sudamericano Femenino des moins de 20 ans                                                      | Afrique (CAF) 2 places Championnat d'Afrique des moins de 20 ans |
| ------------------------------------------------------------------------------------------ | --- | ---------------------------------------------------------------- |
| - France - Suède - Allemagne - Espagne                                                     | - Brésil - Venezuela | - Ghana - Nigéria                                                |
| Océanie (OFC) 2 places, dont une au titre de pays-hôte Coupe d'Océanie des moins de 20 ans | Amérique du Nord, Centrale et Caraïbes (CONCACAF) 3 places Championnat d'Amérique du Nord, centrale et Caraïbe des moins de 20 ans | Asie (AFC) 3 places Coupe d'Asie des nations des moins de 19 ans |
| - Papouasie-Nouvelle-Guinée - Nouvelle-Zélande                                             | - Canada - Mexique - États-Unis | - Japon - Corée du Nord - Corée du Sud                           |

## Phase finale

### Premier tour
Les seize équipes sont réparties en quatre groupes de quatre. Chacune affronte les trois autres de son groupe. À l'issue des trois journées, les deux premières de chaque groupe sont qualifiées pour les quarts de finale (où chaque première de groupe affronte la seconde d'un autre groupe).
Règles de départage
Chaque équipe reçoit trois points pour une victoire et un pour un match nul. En cas d'égalité de points, les critères suivants sont utilisés pour le classement ou le départage :
1. la différence de buts ;
2. le plus grand nombre de buts marqués ;
3. le plus grand nombre de points obtenus dans les matches de groupe entre les équipes concernées ;
4. la différence de buts particulière dans les matches de groupe entre les équipes concernées ;
5. le plus grand nombre de buts marqués dans les matches de groupe entre les équipes à égalité ;
6. les points disciplinaires, basés sur le nombre de cartons jaunes et rouges reçus.
7. tirage au sort par la commission d’organisation de la FIFA si les équipes ne peuvent être départagées sur une place qualificative suivant les critères précédents.

#### Groupe A
| Rang | Équipe                    | Pts | J | G | N | P | Bp | Bc | Diff |
| ---- | ------------------------- | --- | - | - | - | - | -- | -- | ---- |
| 1    | Corée du Nord             | 9   | 3 | 3 | 0 | 0 | 13 | 3  | +10  |
| 2    | Brésil                    | 4   | 3 | 1 | 1 | 1 | 12 | 5  | +7   |
| 3    | Suède                     | 4   | 3 | 1 | 1 | 1 | 7  | 3  | +4   |
| 4    | Papouasie-Nouvelle-Guinée | 0   | 3 | 0 | 0 | 3 | 1  | 22 | -21  |

| Match | Date             | Lieu         | Équipe 1                  | Résultat | Équipe 2                  |
| ----- | ---------------- | ------------ | ------------------------- | -------- | ------------------------- |
| 2     | 13 novembre 2016 | Port Moresby | Suède                     | 0 – 2    | Corée du Nord             |
| 1     | 13 novembre 2016 | Port Moresby | Papouasie Nouvelle-Guinée | 0 – 9    | Brésil                    |
| 10    | 16 novembre 2016 | Port Moresby | Corée du Nord             | 4 – 2    | Brésil                    |
| 9     | 16 novembre 2016 | Port Moresby | Papouasie Nouvelle-Guinée | 0 – 6    | Suède                     |
| 17    | 20 novembre 2016 | Port Moresby | Corée du Nord             | 7 – 1    | Papouasie Nouvelle-Guinée |
| 18    | 20 novembre 2016 | Port Moresby | Brésil                    | 1 – 1    | Suède                     |

#### Groupe B
| Rang | Équipe  | Pts | J | G | N | P | Bp | Bc | Diff |
| ---- | ------- | --- | - | - | - | - | -- | -- | ---- |
| 1    | Japon   | 6   | 3 | 2 | 0 | 1 | 11 | 1  | +10  |
| 2    | Espagne | 6   | 3 | 2 | 0 | 1 | 7  | 2  | +5   |
| 3    | Nigéria | 6   | 3 | 2 | 0 | 1 | 5  | 8  | -3   |
| 4    | Canada  | 0   | 3 | 0 | 0 | 3 | 1  | 13 | -12  |

| Match | Date             | Lieu         | Équipe 1 | Résultat | Équipe 2 |
| ----- | ---------------- | ------------ | -------- | -------- | -------- |
| 3     | 13 novembre 2016 | Port Moresby | Espagne  | 5 – 0    | Canada   |
| 4     | 13 novembre 2016 | Port Moresby | Japon    | 6 – 0    | Nigéria  |
| 11    | 16 novembre 2016 | Port Moresby | Espagne  | 1 – 0    | Japon    |
| 12    | 16 novembre 2016 | Port Moresby | Nigéria  | 3 – 1    | Canada   |
| 19    | 20 novembre 2016 | Port Moresby | Nigéria  | 2 – 1    | Espagne  |
| 20    | 20 novembre 2016 | Port Moresby | Canada   | 0 – 5    | Japon    |

#### Groupe C
| Rang | Équipe           | Pts | J | G | N | P | Bp | Bc | Diff |
| ---- | ---------------- | --- | - | - | - | - | -- | -- | ---- |
| 1    | États-Unis       | 5   | 3 | 1 | 2 | 0 | 4  | 2  | +2   |
| 2    | France           | 5   | 3 | 1 | 2 | 0 | 4  | 2  | +2   |
| 3    | Nouvelle-Zélande | 3   | 3 | 1 | 0 | 2 | 2  | 5  | -3   |
| 4    | Ghana            | 2   | 3 | 0 | 2 | 1 | 3  | 4  | -1   |

| Match | Date             | Lieu         | Équipe 1         | Résultat | Équipe 2         |
| ----- | ---------------- | ------------ | ---------------- | -------- | ---------------- |
| 5     | 14 novembre 2016 | Port Moresby | France           | 0 – 0    | États-Unis       |
| 6     | 14 novembre 2016 | Port Moresby | Ghana            | 0 – 1    | Nouvelle-Zélande |
| 13    | 17 novembre 2016 | Port Moresby | France           | 2 – 2    | Ghana            |
| 14    | 17 novembre 2016 | Port Moresby | Nouvelle-Zélande | 1 – 3    | États-Unis       |
| 21    | 21 novembre 2016 | Port Moresby | Nouvelle-Zélande | 0 – 2    | France           |
| 22    | 21 novembre 2016 | Port Moresby | États-Unis       | 1 – 1    | Ghana            |

#### Groupe D
| Rang | Équipe       | Pts | J | G | N | P | Bp | Bc | Diff |
| ---- | ------------ | --- | - | - | - | - | -- | -- | ---- |
| 1    | Allemagne    | 9   | 3 | 3 | 0 | 0 | 8  | 1  | +7   |
| 2    | Mexique      | 6   | 3 | 2 | 0 | 1 | 5  | 5  | 0    |
| 3    | Corée du Sud | 3   | 3 | 1 | 0 | 2 | 3  | 4  | -1   |
| 4    | Venezuela    | 0   | 3 | 0 | 0 | 3 | 3  | 9  | -6   |

| Match | Date             | Lieu         | Équipe 1     | Résultat | Équipe 2     |
| ----- | ---------------- | ------------ | ------------ | -------- | ------------ |
| 7     | 14 novembre 2016 | Port Moresby | Allemagne    | 3 – 1    | Venezuela    |
| 8     | 14 novembre 2016 | Port Moresby | Mexique      | 2 – 0    | Corée du Sud |
| 15    | 17 novembre 2016 | Port Moresby | Allemagne    | 3 – 0    | Mexique      |
| 16    | 17 novembre 2016 | Port Moresby | Corée du Sud | 3 – 0    | Venezuela    |
| 23    | 21 novembre 2016 | Port Moresby | Corée du Sud | 0 – 2    | Allemagne    |
| 24    | 21 novembre 2016 | Port Moresby | Venezuela    | 2 – 3    | Mexique      |

### Tableau final
|  | Quarts de finale                                  | Quarts de finale                                  |                                             |                                             | Demi-finales                                      | Demi-finales                                      |      |  | Finale                                      | Finale                                      |
|  | Quarts de finale                                  | Quarts de finale                                  |                                             |                                             | Demi-finales                                      | Demi-finales                                      |      |  | Finale                                      | Finale                                      |
|  |                                                   |                                                   |                                             |                                             |                                                   |                                                   |      |  |                                             |                                             |
|  | 24 novembre, Lloyd Robson Oval, Port Moresby      | 24 novembre, Lloyd Robson Oval, Port Moresby      |                                             |                                             | 29 novembre, Sir John Guise Stadium, Port Moresby | 29 novembre, Sir John Guise Stadium, Port Moresby |      |  | 3 décembre, Lloyd Robson Oval, Port Moresby | 3 décembre, Lloyd Robson Oval, Port Moresby |
|  | 24 novembre, Lloyd Robson Oval, Port Moresby      | 24 novembre, Lloyd Robson Oval, Port Moresby      |                                             |                                             | 29 novembre, Sir John Guise Stadium, Port Moresby | 29 novembre, Sir John Guise Stadium, Port Moresby |      |  | 3 décembre, Lloyd Robson Oval, Port Moresby | 3 décembre, Lloyd Robson Oval, Port Moresby |
|  | Corée du Nord                                     | 3 ap                                              |                                             |                                             | 29 novembre, Sir John Guise Stadium, Port Moresby | 29 novembre, Sir John Guise Stadium, Port Moresby |      |  | 3 décembre, Lloyd Robson Oval, Port Moresby | 3 décembre, Lloyd Robson Oval, Port Moresby |
|  | Corée du Nord                                     | 3 ap                                              |                                             |                                             | 29 novembre, Sir John Guise Stadium, Port Moresby | 29 novembre, Sir John Guise Stadium, Port Moresby |      |  | 3 décembre, Lloyd Robson Oval, Port Moresby | 3 décembre, Lloyd Robson Oval, Port Moresby |
|  | Espagne                                           | 2                                                 |                                             |                                             | 29 novembre, Sir John Guise Stadium, Port Moresby | 29 novembre, Sir John Guise Stadium, Port Moresby |      |  | 3 décembre, Lloyd Robson Oval, Port Moresby | 3 décembre, Lloyd Robson Oval, Port Moresby |
|  | Espagne                                           | 2                                                 | Corée du Nord                               | 2 ap                                        |                                                   |                                                   |      |  | 3 décembre, Lloyd Robson Oval, Port Moresby | 3 décembre, Lloyd Robson Oval, Port Moresby |
|  | 25 novembre, Sir John Guise Stadium, Port Moresby |                                                   | Corée du Nord                               | 2 ap                                        |                                                   |                                                   |      |  | 3 décembre, Lloyd Robson Oval, Port Moresby | 3 décembre, Lloyd Robson Oval, Port Moresby |
|  |                                                   | États-Unis                                        | 1                                           |                                             |                                                   |                                                   |      |  | 3 décembre, Lloyd Robson Oval, Port Moresby | 3 décembre, Lloyd Robson Oval, Port Moresby |
|  | États-Unis                                        | États-Unis                                        | 1                                           | 2                                           |                                                   |                                                   |      |  | 3 décembre, Lloyd Robson Oval, Port Moresby | 3 décembre, Lloyd Robson Oval, Port Moresby |
|  | États-Unis                                        |                                                   |                                             | 2                                           |                                                   |                                                   |      |  | 3 décembre, Lloyd Robson Oval, Port Moresby | 3 décembre, Lloyd Robson Oval, Port Moresby |
|  | Mexique                                           | 1                                                 |                                             |                                             |                                                   |                                                   |      |  | 3 décembre, Lloyd Robson Oval, Port Moresby | 3 décembre, Lloyd Robson Oval, Port Moresby |
|  | Mexique                                           | 1                                                 | Corée du Nord                               | 3                                           |                                                   |                                                   |      |  |                                             |                                             |
|  | 24 novembre, Lloyd Robson Oval, Port Moresby      |                                                   | Corée du Nord                               | 3                                           |                                                   |                                                   |      |  |                                             |                                             |
|  |                                                   | France                                            | 1                                           |                                             |                                                   |                                                   |      |  |                                             |                                             |
|  | Japon                                             | France                                            | 1                                           | 3                                           |                                                   |                                                   |      |  |                                             |                                             |
|  | Japon                                             | 29 novembre, Sir John Guise Stadium, Port Moresby |                                             | 3                                           |                                                   |                                                   |      |  |                                             |                                             |
|  | Brésil                                            | 1                                                 |                                             |                                             |                                                   |                                                   |      |  |                                             |                                             |
|  | Brésil                                            | 1                                                 | Japon                                       | 1                                           |                                                   |                                                   |      |  |                                             |                                             |
|  | 25 novembre, Sir John Guise Stadium, Port Moresby | 25 novembre, Sir John Guise Stadium, Port Moresby | Japon                                       | 1                                           | Match pour la 3e place                            | Match pour la 3e place                            |      |  |                                             |                                             |
|  | 25 novembre, Sir John Guise Stadium, Port Moresby | 25 novembre, Sir John Guise Stadium, Port Moresby |                                             | France                                      | Match pour la 3e place                            | Match pour la 3e place                            | 2 ap |  |                                             |                                             |
|  | Allemagne                                         | 0                                                 | 3 décembre, Lloyd Robson Oval, Port Moresby | 3 décembre, Lloyd Robson Oval, Port Moresby |                                                   |                                                   | 2 ap |  |                                             |                                             |
|  | Allemagne                                         | 0                                                 | 3 décembre, Lloyd Robson Oval, Port Moresby | 3 décembre, Lloyd Robson Oval, Port Moresby |                                                   |                                                   |      |  |                                             |                                             |
|  | France                                            | 1                                                 |                                             | États-Unis                                  | 0                                                 |                                                   |      |  |                                             |                                             |
|  | France                                            | 1                                                 |                                             | États-Unis                                  | 0                                                 |                                                   |      |  |                                             |                                             |
|  |                                                   |                                                   |                                             |                                             |                                                   |                                                   |      |  | Japon                                       | 1                                           |
|  |                                                   |                                                   |                                             |                                             |                                                   |                                                   |      |  | Japon                                       | 1                                           |

## Distinctions
- Ballon d'or Adidas :

1. Hina Sugita
2. Kim So Hyang
3. Delphine Cascarino

- Soulier d'or Adidas :

1. Mami Ueno
2. Gabi Nunes
3. Stina Blackstenius

- Gant d'or Adidas :

1. Mylène Chavas

- Distinction Fair Play

1. Japon

Source : Site officiel de la compétition